# Nuttalliella
Nuttalliella is een geslacht van teken dat tot op heden een soort omvat, Nuttalliella namaqua. De teek komt voor in zuidelijk Afrika in met name Zuid-Afrika, Namibië en Tanzania.

## Soorten
Nuttalliella is monotypisch en omvat slechts de volgende soort:
- Nuttalliella namaqua Bedford, 1931